# Mecosaspis laeta
Mecosaspis laeta är en skalbaggsart som först beskrevs av Hope 1843.  Mecosaspis laeta ingår i släktet Mecosaspis och familjen långhorningar.
Artens utbredningsområde är Liberia. Inga underarter finns listade i Catalogue of Life.